# Symplectoscyphus filiformis
Symplectoscyphus filiformis är en nässeldjursart som först beskrevs av George James Allman 1888.  Symplectoscyphus filiformis ingår i släktet Symplectoscyphus och familjen Sertulariidae. Inga underarter finns listade i Catalogue of Life.